# Dahmer (album)
| Đánh giá chuyên môn | Đánh giá chuyên môn |
| Nguồn đánh giá      | Nguồn đánh giá      |
| Nguồn               | Đánh giá            |
| ------------------- | ------------------- |
| Allmusic            | [ 1 ]               |
| Sputnikmusic        | 3.5/5               |

Dahmer là một album chủ đề của ban nhạc grindcore/death metal người Mỹ Macabre, được phát hành năm 2000. Các track trong album xoay quanh cuộc đời của kẻ giết người hàng loạt Jeffrey Dahmer với phần lời được viết một cách hài hước. Một số track là biến tấu của những bài hát đại chúng, gồm When Johnny Comes Marching Home (In the Army Now), Over the River and Through the Wood (Grandmother's House), Charlie and the Chocolate Factory (Jeffrey Dahmer and the Chocolate Factory).

## Danh sách track
1. "Dog Guts" – 3:15
2. "Hitchhiker" – 3:30
3. "In the Army Now" – 1:29
4. "Grandmother's House" – 2:27
5. "Blood Bank" – 2:17
6. "Exposure" – 2:15
7. "Ambassador Hotel" – 3:52
8. "How 'Bout Some Coffee" – 1:58
9. "Bath House" – 1:53
10. "Jeffrey Dahmer and the Chocolate Factory" – 1:01
11. "Apartment 213" – 2:38
12. "Drill Bit Lobotomy" – 1:39
13. "Jeffrey Dahmer Blues" – 2:28
14. "McDahmers" – 1:30
15. "Into the Toilet with You" – 1:43
16. "Coming to Chicago" – 1:36
17. "Scrub a Dub Dub" – 3:23
18. "Konerak" – 1:51
19. "Media Circus" – 0:22
20. "Temple of Bones" – 1:39
21. "Trial" – 2:04
22. "Do the Dahmer" – 1:35
23. "Baptized" – 1:31
24. "Christopher Scarver" – 2:23
25. "Dahmer's Dead" – 0:33
26. "The Brain" – 1:17

## Thành phần tham gia
- Corporate Death - guitar, giọng
- Nefarious - bass, giọng
- Dennis The Menace - trống
- Neil Kernon - sản xuất